# Zurow
Zurow est une municipalité allemande du land de Mecklembourg-Poméranie-Occidentale et l'arrondissement du Mecklembourg-du-Nord-Ouest.

## Personnalités liées à la ville
- Wilhelm Uhthoff (1853-1927), médecin né à Klein-Warin.